# Pxitxo
Pxitxo (en rus: Пшичо) és un poble (un aül) de la república d'Adiguèsia, a Rússia, que el 2022 tenia 1.051 habitants. Pertany al districte de Khakurinokhabl.